# Probosciales
Ordre
Les Probosciales sont un ordre d'algues de l'embranchement des Bacillariophyta (Diatomées), et de la classe des Mediophyceae.

## Liste des taxons de rang inférieur
Liste des familles selon AlgaeBase (17 août 2022) :
- Probosciaceae R.D.Jordan & Ligowski, 2004

## Systématique
Le nom correct complet (avec auteur) de ce taxon est Probosciales Medlin, 2021.

## Publication originale
- Boonprakob, A., Lundholm, N., Medlin, L.K. & Moestrup, Ø. (2021). The morphology and phylogeny of the diatom genera Rhizosolenia, Pseudosolenia and Neocalyptrella from Gulf of Thailand and the Andaman sea, with description of Rhizosolenia loanicola sp. nov., Proboscia siamensis sp. nov. and Probosciales ord. nov.. Diatom Research 36(3):  143-184.